# Nermine Hammam
Nermine Hammam (El Cairo, 1967) es una artista plástica y fotógrafa egipcia que vive y trabaja en El Cairo y Londres.

## Biografía
Nació en El Cairo Recibió un BFA en cine de la Tisch School of the Arts en la ciudad de Nueva York. Trabajó en cine con Simon & Goodman y luego con el director egipcio Youssef Chahine. Fue asistente de producción en la película Malcolm X (1992) de Spike Lee. Hammam trabajó posteriormente como diseñadora gráfico antes de pasar a las artes visuales y la fotografía. 
Su trabajo ha sido incluido en exposiciones individuales y colectivas en Egipto, Francia, Italia, Reino Unido, Dinamarca, Estados Unidos, Kuwait y Singapur. El trabajo de Hammam está incluido en las colecciones del Victoria and Albert Museum de Londres, el Tropenmuseum de Ámsterdam y el Parco Horcynus Orca de Italia.
En su exposición Cairo Year One en Londres, Hammam utilizó el estilo de la pintura tradicional japonesa para presentar escenas violentas de la Revolución Egipcia de 2011.